# Rhamnapoderus dumosus
Rhamnapoderus dumosus es una especie de coleóptero de la familia Attelabidae.

## Distribución geográfica
Habita en Burundi, Camerún, Congo, Gabón,  Guinea, Ruanda, Sierra Leona, Togo, Uganda y  República Democrática del Congo.